# РД-301
«РД-301» (11Д14) — советский высокоэффективный жидкостный ракетный двигатель (ЖРД). Был создан в середине 1970-х годов для использования на верхних ступенях ракет и разгонных блоках. Использовал крайне редко встречающееся сочетание окислителя и горючего — жидкий фтор + жидкий аммиак. Прошёл полный объём стендовых испытаний (в том числе на НТЦ «Приморский»), включая официальные, но в полётах ни разу не использовался, при том, что к полётам был вполне готов. По эффективности двигатель был близок к двигателям на паре кислород-водород. В обращении двигатель оказался сложным и опасным из-за высокой химической активности фтора, высокой токсичности компонентов топлива и продуктов их реакции. Собственно, эти причины и привели к тому, что двигатель не нашёл применения: сначала концепция фторных двигателей была пересмотрена в сторону более эффективной и несколько менее ядовитой топливной пары фтор-водород, а затем от фторного окислителя окончательно отказались.

## Устройство
Конструкция двигателя частично заимствована от более ранних, экспериментальных двигателей 11Д13 и 8Д21. ЖРД замкнутого цикла с дожиганием восстановительного газа в камере сгорания с температурой 4400 К. Соотношение компонентов топлива 2,7. Охлаждение горючим (регенеративное и завеса в камере сгорания). Турбонасосный агрегат одновальный, 1265 кВт, 470 об./с. Газогенератор работает на компонентах топлива. Управление системой электропневмоклапанами, использующими сжатый гелий. Существовали варианты для однократного и многократного запуска. В процессе разработки была разрешена масса технических сложностей, связанных с крайней агрессивностью окислителя, высокими требованиями к культуре производства.

## Предполагаемое использование
Разработка была начата на перспективу, без рассмотрения конкретной ракетной ступени, с расчётом на то, что хороший двигатель всегда будет востребован. Разработке предшествовали двигатели однократного запуска со сходными характеристиками, в частности, 8Д21. Рассматривалось использование двигателя на третьей ступени ракеты-носителя «Протон». Ожидалось почти полуторное увеличение грузоподъемности носителя при выводе на низкие орбиты. Были начаты (но остановлены) работы по подготовке стартовых комплексов к заправке верхних ступеней фтором и аммиаком. Была заинтересованность и со стороны разработчиков в рамках советской лунной программы. Есть упоминания о том, что рассматривалась разработка особого варианта разгонного Блока Д.